# Peridroma angulifera
Peridroma angulifera là một loài bướm đêm trong họ Noctuidae.